# Contra Costa Centre (California)
Contra Costa Centre es un lugar designado por el censo ubicado en el condado de Contra Costa en el estado estadounidense de California. En el año 2010 tenía una población de 5.364 habitantes.

## Geografía
Contra Costa Centre se encuentra ubicado en las coordenadas 37°55′33.65″N 122°3′14.47″O / 37.9260139, -122.0540194.